# Cyclocephala puberula
Cyclocephala puberula är en skalbaggsart som beskrevs av Leconte 1863. Cyclocephala puberula ingår i släktet Cyclocephala och familjen Dynastidae. Inga underarter finns listade i Catalogue of Life.